# Belotka
Belotka (Nemoossis belloci) – gatunek morskiej ryby z podrodziny belotkowatych (Pterothrissinae) w obrębie rodziny albulowatych (Albulidae).

## Występowanie
Wschodni Atlantyk od Mauretanii po Sandwich Harbour w Namibii.
Żyje na głębokości 20–500 m (zazwyczaj 100–400 m), nad dnem mulistym na stoku kontynentalnym. 

## Cechy morfologiczne
Osiąga średnio 33 cm (maksymalnie 40 cm) długości. Wzdłuż linii bocznej 85–90 łusek. Na pierwszym łuku skrzelowym 16–23 wyrostki filtracyjne, 4–8 na górze i 12–15 na dole. W płetwie grzbietowej 51–59 promieni; w płetwie odbytowej 12–14 promieni. W płetwach piersiowych 15–16 promieni; w płetwach brzusznych 10 promieni. 

## Odżywianie
Żywi się bentosowymi widłonogami i wieloszczetami.